# Chamoson
Chamoson é uma comuna da Suíça, situada no distrito de Conthey, no cantão de Valais. Tem 32,4 km² de área e sua população em 2018 foi estimada em 3.897 habitantes.